# E85

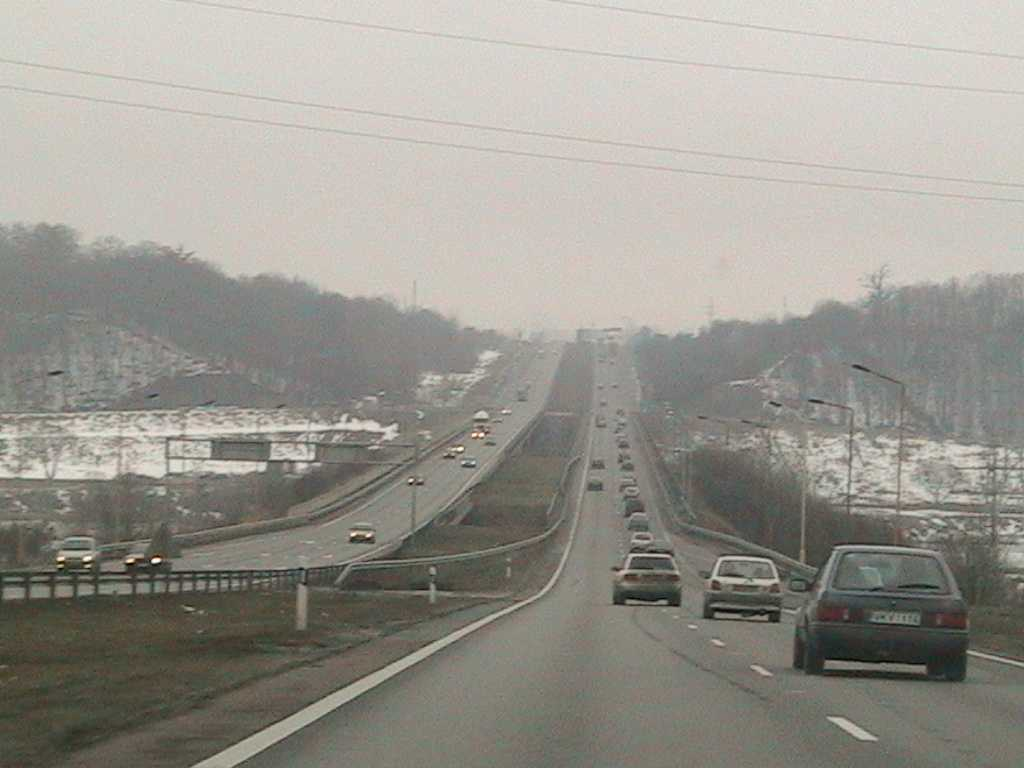
E85 korsar floden Neris nära Kaunas i Litauen.

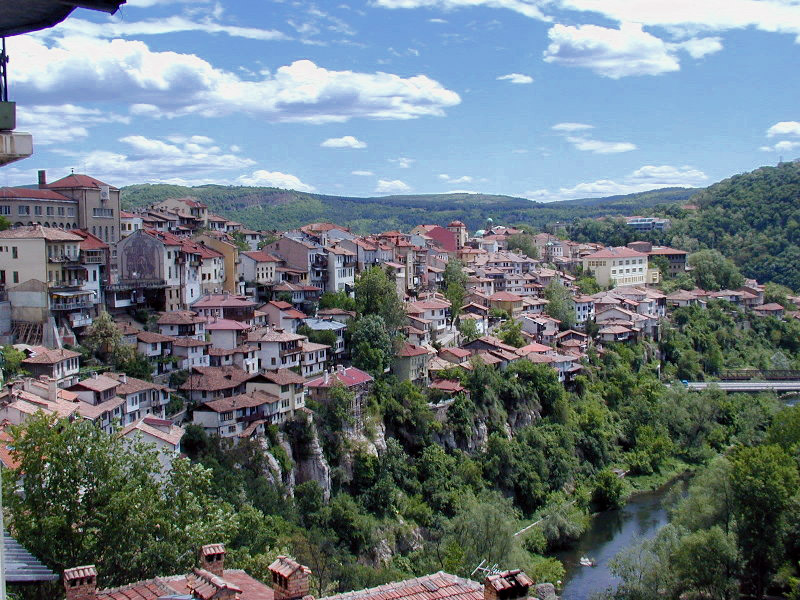
E85 passerar rakt genom Veliko Tarnovo, Bulgarien.

E85 eller Europaväg 85 är en 2 310 km lång europaväg som går från Litauen via Belarus, Ukraina, Rumänien och Bulgarien till Grekland. 

## Sträckning
Klaipėda - Kaunas - Vilnius - (gränsen Litauen-Belarus) -  Lida - Slonim - Kobrin - (gränsen Belarus-Ukraina) - Lutsk - Ternopil - (gränsen Ukraina-Rumänien) - Suceava - Roman - Urziceni - Bukarest - (gränsen Rumänien-Bulgarien) - Ruse - Veliko Tarnovo - Stara Zagora - Haskovo - Svilengrad - (gränsen Bulgarien-Grekland) - Ormenio - Kastaniés - Didymóteicho - Alexandroupolis

## Standard
E85 är mest landsväg, men det finns motorväg i Litauen (nr A1), i Belarus och nära Bukarest i Rumänien. Donau och gränsen Rumänien-Bulgarien passeras på en 2800 m lång bro. För att undvika turkiskt territorium, går E85 på ganska obetydliga vägar en bit i Grekland från bulgariska gränsen.

## Anslutningar
| - E272 - E77 - E67 - E28 - E30 gemensam sträcka |  | - E373 - E40 - E50 - E58 - E576 |  | - E574 - E581 - E60 - E70 gemensam sträcka - E83 |  | - E772 - E773 - E80 gemensam sträcka - E90 |